# Алинерь
 Алинерь  — деревня в Кильмезском районе Кировской области в составе Большепорекского сельского поселения.

## География
Расположена на расстоянии примерно 27 км по прямой на юго-запад от райцентра поселка Кильмезь.

## История
Известна с 1873 года как починок Аринерь, 20 дворов и 138 жителей, в 1905 (деревня Алинерь) 33 и 225, в 1926 42 и 227 (226 мари), в 1950 49 и 167, в 1989 осталось 47 человек .

## Население
Постоянное население составляло 12 человек (мари 83%) в 2002 году, 1 в 2010.